# Andersonoplatus macubaji
Andersonoplatus macubaji es una especie de escarabajo del género Andersonoplatus, familia Chrysomelidae. Fue descrita científicamente por Linzmeier & Konstantinov en 2018.
Habita en Venezuela.

## Descripción
La longitud del cuerpo es de 2,86–2,97 mm y ancho 1,40–1,51 mm, brillante con abundante pelaje. A. macubaji es de color marrón.